# Anarmodia damalis
Anarmodia damalis là một loài bướm đêm trong họ Crambidae.